# Paul Rüpp
Paulus Leonardus Antonius (Paul) Rüpp (Breda, 10 december 1957 – Uden, 26 maart 2023) was een Nederlands neerlandicus, politicus en bestuurder. Hij was lid van het CDA.

## Jeugd, opleiding en loopbaan
Rüpp is geboren in Breda in een gezin met drie kinderen. Zijn vader was eerst werkzaam bij de Marine, maar werd later straaljagerpiloot bij de Luchtmacht. In 1960 verhuisde het gezin naar Uden en in 1965 naar Geldrop, waar hij voetbalde bij SV Braakhuizen. In 1969 verhuisde het gezin weer terug naar Uden en ging hij voetballen bij UDI '19. Naast het voetbal zat hij ook op judo, tennis en basketbal.
Op zijn vijftiende was Rüpp bezorger van het Brabants Dagblad. Hierna werkte hij tot 1982 in de bediening bij de Horsthoeve. Vanaf 1981 maakte hij voor de gemeente Uden de gemeente-informatiepagina voor het Udens Weekblad. Later werd hij ook correspondent voor het Brabants Dagblad.
Rüpp bezocht het gymnasium op het Kruisheren Kollege in Uden. Hij werd aangenomen op de Koninklijke Militaire Academie in Breda voor een opleiding tot jachtvlieger, maar werd afgekeurd wegens te lange benen. Hij ging daarna naar de Landbouwhogeschool in Wageningen en ging er op kamers wonen, maar verhuisde terug naar Uden en ging Nederlandse taal- en letterkunde studeren aan de Katholieke Universiteit Nijmegen, waar hij in 1983 afstudeerde.
Rüpp was van 1982 tot 1991 leraar Nederlands op het Kruisheren Kollege in Uden, daarnaast heeft hij in 1984 ook nog een jaar les gegeven op het Gymnasium Bernrode in Heeswijk. Daarnaast was hij actief in allerlei besturen en verenigingen. Zo was hij voorzitter van Stichting De Schouw, voorzitter-oprichter en hoofdredacteur van Lokale Omroep Kersenland, secretaris bij zaalvoetbalvereniging Awabi en schreef hij voor het Brabants Dagblad.

## Uden en Noord-Brabant
In 1989 kwam Rüpp voor het CDA op de kieslijst in Uden en in 1990 werd hij er gemeenteraadslid. In 1991 werd hij er wethouder en locoburgemeester en had hij onder andere onderwijs en ruimtelijke ordening in zijn portefeuille.
Rüpp stond aan de basis van de Samenwerkingsschool voor Voortgezet Onderwijs in Uden, een fusie van een openbare mavo met twee katholieke havo/vwo-scholen en een katholieke vmbo, verdergaand onder de naam Udens College. Hij is tien jaar voorzitter en vicevoorzitter van de opeenvolgende besturen geweest.
Na vijf jaar directielid bij Beter Bed, met als belangrijkste aandachtsveld de ontwikkeling van de verschillende winkelformules in Duitsland, werd Rüpp in 2003 CDA-lijsttrekker voor de provinciale verkiezingen en aansluitend gedeputeerde voor onder meer ruimtelijke ontwikkeling in Noord-Brabant. Zijn verkiezingsmotto in 2003 was 'bouwen, bouwen, bouwen'. Er werden volgens hem namelijk te weinig huizen gebouwd in Brabant.
Na de verkiezingen voor Provinciale Staten in maart 2007 keerde Rüpp terug als gedeputeerde voor ruimtelijke ontwikkeling, volkshuisvesting en landbouw. Omdat het nieuwe college de provincie zichtbaarder wilde maken voor de Brabanders is hiervoor een programma opgezet. Rüpp was daarbij verantwoordelijk voor de uitvoering van het onderdeel Mooi Brabant.
Rüpp was algemeen bestuurslid in het landelijke partijbestuur van het CDA.

## Avans Hogeschool
Per 1 december 2009 was Paul Rüpp voorzitter van het College van Bestuur van Avans Hogeschool, waardoor hij per ingang van die datum zijn functie als gedeputeerde heeft neergelegd. Rüpp is verantwoordelijk voor het meerjarenbeleid van de hogeschool en onder hem werd de focus verlegd van groei naar kwaliteit. Avans profileert zich sindsdien als een hogeschool die meer vraagt van studenten dan andere hogescholen.
In oktober 2009 werd hij tevens voorzitter bij voetbalvereniging UDI '19, de zondag hoofdklasser uit zijn woonplaats Uden. Per 1 maart 2012 trad hij toe tot het bestuur van de landelijke HBO-raad.
Vanaf 1 januari 2013 was Rüpp kamerheer van toenmalig koningin Beatrix, sinds 30 april 2013 van koning Willem-Alexander in de provincie Noord-Brabant. Op 19 maart 2021 kondigde Rüpp in een videoboodschap aan zijn voorzitterschap van het College van Bestuur van Avans Hogeschool neer te leggen. Bij zijn afscheid werd hij benoemd tot officier in de Orde van Oranje-Nassau.
Ter ere van Rüpp werd op 16 maart 2023 een groot schaakspel onthuld op de Onderwijsboulevard in 's-Hertogenbosch.

## Burgemeester van Maashorst
Met ingang van 1 januari 2022 werd Rüpp benoemd tot waarnemend burgemeester van Maashorst, een gemeente die per die datum is gevormd uit de gemeenten Uden en Landerd. Op 30 juni van dat jaar werd Rüpp voorgedragen als eerste Kroonbenoemde burgemeester van die gemeente. Op 2 september van dat jaar werd bekendgemaakt dat de ministerraad heeft besloten hem voor te dragen voor benoeming bij koninklijk besluit met ingang van 27 september 2022.
De geplande beëdiging en installatie op 27 september dat jaar werden geannuleerd, omdat acht dagen daarvoor werd bekendgemaakt dat er blaaskanker met lichte uitzaaiingen bij Rüpp waren geconstateerd. Op 7 december dat jaar werd bekendgemaakt dat Rüpp zich begin van die week formeel ziek had gemeld en dat hij een ongeneeslijke vorm van blaaskanker had. De taken werden waargenomen door locoburgemeester Gijs van Heeswijk. Met ingang van 16 december 2022 werd Rianne Donders-de Leest benoemd tot waarnemend burgemeester van Maashorst.
Op 24 februari 2023 maakte hij bekend per 1 april dat jaar te stoppen als burgemeester van Maashorst omdat hij was uitbehandeld. Op 26 maart dat jaar overleed Rüpp.

## Privéleven
Rüpp is in 1981 getrouwd met zijn vrouw, samen hadden ze een dochter en twee zonen.

## Onderscheidingen
- Officier in de Orde van Oranje-Nassau.[1]
- Erekruis van de Huisorde van Oranje.[1]
- Provinciepenning en Ereburgerschap van Brabant.[1]